# Озора (Міссурі)
Озора (англ. Ozora) — переписна місцевість (CDP) в США, в окрузі Сент-Дженев'єв штату Міссурі. Населення — 182 особи (2020).

## Географія
Озора розташована за координатами 37°52′17″ пн. ш. 90°3′18″ зх. д. / 37.87139° пн. ш. 90.05500° зх. д. (37.871289, -90.054898).  За даними Бюро перепису населення США в 2010 році переписна місцевість мала площу 15,95 км², з яких 15,88 км² — суходіл та 0,08 км² — водойми.

## Демографія
Згідно з переписом 2010 року, у переписній місцевості мешкали 183 особи в 77 домогосподарствах у складі 60 родин. Густота населення становила 11 особа/км².  Було 84 помешкання (5/км²).
Расовий склад населення:
| - 97,8 % — білих - 1,6 % — корінних американців |

До двох чи більше рас належало 0,5 %. Частка іспаномовних становила 0,0 % від усіх жителів.
За віковим діапазоном населення розподілялося таким чином: 16,4 % — особи молодші 18 років, 62,3 % — особи у віці 18—64 років, 21,3 % — особи у віці 65 років та старші. Медіана віку мешканця становила 46,9 року. На 100 осіб жіночої статі у переписній місцевості припадало 120,5 чоловіків;  на 100 жінок у віці від 18 років та старших — 112,5 чоловіків також старших 18 років.
За межею бідності перебувало 8,2 % осіб, у тому числі 0,0 % дітей у віці до 18 років та 1,2 % осіб у віці 65 років та старших.
Цивільне працевлаштоване населення становило 64 особи. Основні галузі зайнятості: науковці, спеціалісти, менеджери — 26,6 %, мистецтво, розваги та відпочинок — 18,8 %, виробництво — 17,2 %, будівництво — 17,2 %.